# لوبیچ (استان کویافسکو-پومورسکی)
لوبیچ (به لاتین: Lubicz) یک روستا در لهستان است که در گمینا لوبیچ واقع شده‌است.